# 加泰隆尼亞地圖集

描繪東地中海一帶的加泰隆尼亞地圖集現代複製品

加泰隆尼亞地圖集為繪製於1375年的一幅世界地圖，其是中世纪時期以加泰罗尼亚语書寫具有重要代表性地位的地圖集，它的內容豐富且作工精美，被稱譽為「中世紀地圖的巔峰之作」。
加泰隆尼亞地圖集泥金裝飾手抄本出自當時馬略卡地圖學派的猶太裔製圖師亚伯拉罕·克雷斯克斯之手，亞伯拉罕·克雷斯克斯除了善於繪製中世紀世界地圖之外，他同時也精通於鐘錶、羅盤等航海儀器的製造。早在1380年查理五世的統治時代，該幅地圖已被精心收藏在法國的皇家圖書館（今日的法國國家圖書館）內。最初加泰隆尼亞地圖集是由六張細羊皮紙（每張羊皮紙大小約為64.5 x 50公分）所組成，地圖上塗有包括金粉及銀粉在內等多種彩色顏料。日後地圖集大約於1515年由西蒙·沃斯特進行修補，他在地圖集背面安放上五塊木板加以固定，並將地圖的末端添上皮革包裹起來。地圖集後於1991年進行了最新一次的修繕。今日所見的加泰隆尼亞地圖集由於長時間的磨損，每片原版的羊皮紙皆已從中裂成兩半。

## 內容

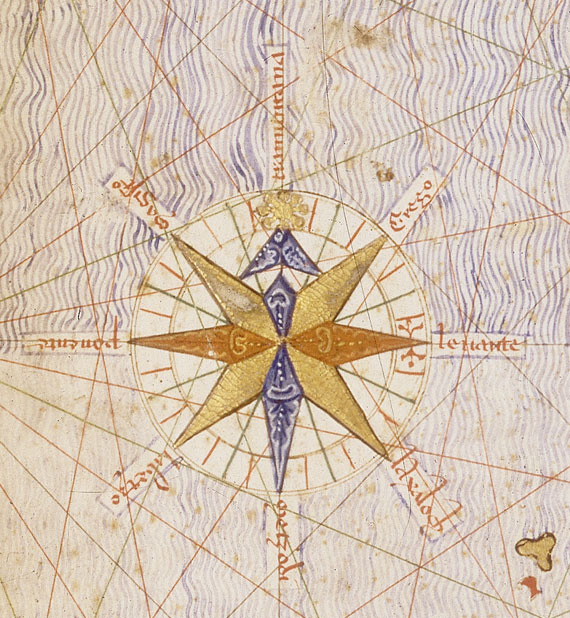
地圖集內的羅盤玫瑰

加泰隆尼亞地圖集的前兩頁以加泰罗尼亚语的文字記載，其內容涉及宇宙結構學、天文學和占星术等知識，這些文字同時附有細緻的插圖，地圖中的文字和插圖展現出中世紀晚期歐洲人所認知的地球與已知世界的模樣。地圖集內同時還向水手們提及有關潮汐的資訊以及該如何確切掌握夜晚時間的方法。
地圖集的後半部以四片羊皮紙拼組成龐大的世界地圖，其中耶路撒冷大致位於地圖的正中心，地圖中的兩面描繪了東方的世界，剩餘兩頁則繪有歐洲和北非的景觀，該幅世界地圖的總大小約為1.3 平方公尺。地圖中畫有許多城市的插圖，圖中基督教國家的都市大多以鐘樓頂上的十字架作為象徵，其餘城鎮則附上其所屬國家的旗幟來表明該城所歸屬的政權勢力。地圖上另用波浪形的藍色垂直線來象徵廣袤的海洋，而重要的海港名稱以紅字標註，其他較為次要的港口地名則用黑字註記。
加泰隆尼亞地圖集內的東方世界參酌了眾多的宗教神話故事，並加上當時的中世紀世界地圖和旅行文學綜合而成，該地圖尤其受到马可·波罗的《马可·波罗游记》以及约翰·曼德维尔所著《曼德維爾遊記》等作品的強烈影響，地圖中的註釋文字大量引用馬可波羅於書中描述的軼聞，並詳細羅列出當時歐洲人所認知的東亞相關地理知識，呈現出事實、傳聞和虛構並存的遠東異域景象。
地圖集中對西方世界的繪製最為精確，其近似於波特蘭型海圖，圖中並繪有目前已知地圖上所使用的第一枚羅盤玫瑰 。

## 地圖

第一頁（現代複製品）
第二頁（現代複製品）
第三至第六頁（繪製於1375年的原版地圖集）

## 外部連結
- Bibliothèque nationale de France – L'Atlas Catalan（页面存档备份，存于） （法文）
- The Catalan Atlas （英文） [via archive.org]
- www.cresquesproject.net（页面存档备份，存于） – translation of the works of Riera i Sans and Gabriel Llompart on the Jewish Majorcan Map-makers of the Late Middle Ages （英文）
- Abraham Cresques ? Atlas de cartes marines, dit [Atlas catalan], gallica.bnf.fr